# Unirea Urziceni
FC Unirea Urziceni – rumuński klub piłkarski z siedzibą w mieście Urziceni, leżącym w okręgu Jałomica, działający w latach 1954–2011.

## Historia
Pierwszym klubem piłkarskim w mieście Urziceni był zespół o nazwie Ialomița. Grał on wówczas w lidze regionalnej z drużynami z takich miast jak Ploiești, Buzău i Slobozia. Zespół Ialomițy grał także z Niemcami, którzy osiedlili się wokół pobliskiego jeziora.
W 1976 roku zbudowano nowy stadion klubu, Tineretului, który usytuowany został przy wyjeździe z miasta w kierunku miasta Manasia. W 1988 roku Unirea Urziceni dotarła do 1/8 finału Pucharu Rumunii, w którym uległa 1:3 Corvinulowi Hunedoara. W sezonie 1988/1989 zespół zajął 2. miejsce w czwartej lidze i dzięki wygraniu barażu z Dunăreą Călărași awansowała do trzeciej ligi. W 2002 roku zespół przejął nowy sponsor Valahorum i zmieniono zarząd klubu. Po 6 miesiącach rozbudowano stadion do 7 tysięcy miejsc. W 2003 roku Unirea Valahorum Urziceni po raz pierwszy awansowała do drugiej ligi rumuńskiej. Z kolei w 2006 roku wywalczyła pierwszy historyczny awans do ekstraklasy, a trzy lata później mistrzostwo kraju. Dzięki temu Rumuni zagrali w fazie grupowej Ligi Mistrzów w sezonie 2009/2010. Rywalizowali z Sevillą, Rangers i VfB Stuttgart. Niespodziewanie zespół zdobył aż 8 punktów, które dały awans do 1/16 finału Ligi Europy. Następnie Unirea odpadła w dwumeczu przeciwko Liverpoolowi.
W sezonie 2010/2011 klub zajął 17. miejsce w lidze i spadł do II ligi rumuńskiej. Właściciel klubu Dumitru Bucsaru zrezygnował z ubiegania się o licencję na grę w drugiej lidze. W konsekwencji zespół został wykluczony z rozgrywek przez rumuńską federację piłkarską.

## Sukcesy
- Mistrzostwo Rumunii: 1
  - 2009
- Puchar Rumunii: 0
  - Finalista - 2008

## Reprezentanci kraju grający w klubie
- Iulian Apostol
- Tiberiu Bălan
- George Galamaz
- Dudu Georgescu
- Vasile Maftei
- Bogdan Mara
- Sorin Paraschiv
- Ștefan Preda
- Bogdan Stelea
- Dacian Varga
- Romik Chaczatrjan
- Jacob Burns
- George Blay
- Bruno Fernandes
- Giedrius Arlauskis

## Europejskie puchary
Legenda do wszystkich tabel:
- Q – runda eliminacyjna, 1/16, 1/8, 1/4, 1/2 – odpowiednia faza rozgrywek, Grupa – runda grupowa, 1r gr – pierwsza runda grupowa, 2r gr – druga runda grupowa, F – finał, R – runda, PO – play-off
- k. – rzuty karne, los. – losowanie, Dogr. – dogrywka, w. – zasada bramek strzelonych na wyjeździe

### Puchar Europy/Liga Mistrzów
| Sezon   | Runda   | Przeciwnik       | Dom | Wyjazd | Ogólnie    |
| ------- | ------- | ---------------- | --- | ------ | ---------- |
| 2009/10 | Grupa G | Sevilla FC       | 1–0 | 0–2    | 3. miejsce |
| 2009/10 | Grupa G | VfB Stuttgart    | 1–1 | 1–3    | 3. miejsce |
| 2009/10 | Grupa G | Rangers          | 1–1 | 4–1    | 3. miejsce |
| 2010/11 | 3Q      | Zenit Petersburg | 0–0 | 0–1    | 0–1        |

### PMT/Puchar UEFA/Liga Europy
| Sezon   | Runda | Przeciwnik   | Dom | Wyjazd | Ogólnie |
| ------- | ----- | ------------ | --- | ------ | ------- |
| 2008/09 | 1R    | Hamburg      | 0–2 | 0–0    | 0–2     |
| 2009/10 | 1/16  | Liverpool    | 1–3 | 0–1    | 1–4     |
| 2010/11 | PO    | Hajduk Split | 1–1 | 1–4    | 2–5     |